# Marcin Andziak
Marcin Andziak (ur. 11 listopada 1897 w Radomiu, zm. wiosną 1940 w Katyniu) – podporucznik piechoty rezerwy Wojska Polskiego, podkomisarz Policji Państwowej, ofiara zbrodni katyńskiej.

## Życiorys
Urodził się w rodzinie Kazimierza i Marii z Szymczaków. W 1918 roku służył w Dowództwie Głównym Wojskowej Straży Kolejowej oraz w Sztabie Generalnym Wojska Polskiego. W 1920 roku walczył na froncie wojny polsko-bolszewickiej w szeregach 5 pułku piechoty Legionów. Później zajmował się ochroną wschodnich granic II Rzeczypospolitej. Posiadał przydział w rezerwie do 28 pułku piechoty. W latach 20. i 30. XX wieku pełnił służbę w Okręgu II Policji Państwowej w Łodzi. Ukończył szkolenie w Centrum Wyszkolenia Żandarmerii w Grudziądzu. Na podporucznika został awansowany ze starszeństwem z 1 lipca 1925 roku w korpusie oficerów rezerwy piechoty. W 1934 roku pozostawał w ewidencji Powiatowej Komendy Uzupełnień Łódź Miasto II. Posiadał przydział do Oficerskiej Kadry Okręgowej Nr IV. Był wówczas w grupie oficerów wojska „pełniących służbę w Policji Państwowej w stopniach oficerów PP”.
Po agresji ZSRR na Polskę z 17 września 1939 roku dostał się do niewoli sowieckiej i osadzono go w obozie jenieckim w Kozielsku. Wiosną 1940 roku został zamordowany przez funkcjonariuszy NKWD w lesie katyńskim i tam pogrzebany, gdzie po 60 latach otwarto Polski Cmentarz Wojenny w Katyniu. W miejscu tym prowadzone były ekshumacje i prace archeologiczne. W czasie ekshumacji przeprowadzonej w 1943, odnaleziono jego dowód osobisty, list i kartę szczepień, a zwłoki oznaczono numerem 87. Figuruje na liście wywózkowej z 2 kwietnia 1940.
Marcin Andziak był żonaty z Bronisławą z domu Simon, z którą miał trzy córki: Krystynę, Blandynę i Bronisławę.

## Upamiętnienie
4 października 2007 roku Minister Spraw Wewnętrznych i Administracji Władysław Stasiak mianował go pośmiertnie na stopień komisarza Policji Państwowej, a awans został ogłoszony 10 listopada 2007 roku w Warszawie, w trakcie uroczystości „Katyń Pamiętamy – Uczcijmy Pamięć Bohaterów”.
5 października 2007 roku minister obrony narodowej Aleksander Szczygło mianował go pośmiertnie na stopień porucznika. Awans został ogłoszony 9 listopada 2007 roku w Warszawie, w trakcie uroczystości „Katyń Pamiętamy – Uczcijmy Pamięć Bohaterów”.

## Odznaczenia
- Krzyż Kampanii Wrześniowej - pośmiertnie 1 stycznia 1986
- Medal Pamiątkowy za Wojnę 1918–1921[3]